# Владислав Василев
Владислав Василев е български футболист, нападател. Роден е на 30 ноември 1982 г. в Тетевен. Играл е за Олимпик (Тетевен), Видима-Раковски и Спартак (Варна). От пролетта на 2007 г. играе за Белите орли. В А група има 49 мача и 6 гола. Четвъртфиналист за купата на страната през 2004 г. с Видима-Раковски. Има 7 мача и 1 гол за младежкия национален отбор.

## Статистика по сезони
- Олимпик (Тетевен) – 2000/01 – В група, 12 мача/4 гола
- Олимпик (Тетевен) – 2001/02 – В група, 26/10
- Олимпик (Тетевен) – 2002/03 – Б група, 29/11
- Видима-Раковски – 2003/04 – А група, 21/3
- Видима-Раковски – 2004/05 – А група, 16/2
- Видима-Раковски – 2005/06 – Б група, 18/7
- Спартак (Варна) – 2006/ес. - А група, 12/1
- Белите орли – 2007/пр. - Западна Б група